# لوپیتا توبار
لوپیتا توبار (اسپانیایی: Lupita Tovar‎؛ زادهٔ ۲۷ ژوئیهٔ ۱۹۱۰ – درگذشته ۱۲ نوامبر ۲۰۱۶) یک هنرپیشه اهل مکزیک و ایالات متحده آمریکا بود.
لوپیتا توبار در ۱۲ نوامبر ۲۰۱۶ در سن ۱۰۶ سالگی درگذشت.

## فیلمشناسی
- ساعت مشکی (۱۹۲۹)
- دراکولا (۱۹۳۱)
- بابا نوئل (۱۹۳۲)
- رستاخیز (۱۹۴۳)
- میشل استروگف